# Viaduc sur le Recco
Le viaduc du Torrente Recco est un viaduc autoroutier italien, situé le long de l'autoroute A12 (route européenne E80) à proximité de la commune de Recco. 
Il traverse la vallée du ruisseau Recco à grande hauteur.

## Histoire
Le viaduc a été conçu par l'ingénieur Pacific Pellis et construit par la société SCAI dans les années 1960. Le tronçon autoroutier Recco-Sestri Levante a été inauguré le 2 août 1969. 
Lors de la construction de l'une des piles du viaduc, la cavité naturelle du côté est de la vallée a été détruite, qui contenait un lac souterrain. Ce qui reste aujourd'hui près du pylône n'est qu'un canal de drainage pour permettre l'écoulement de l'eau de la cavité.   